# Viscount Lisburne
Viscount Lisburne ist ein erblicher britischer Adelstitel, der zweimal in der Peerage of Ireland verliehen wurde.

## Verleihung
In erster Verleihung wurde der Titel am 29. Januar 1685 für den anglo-irischen Militär Sir Adam Loftus geschaffen. Zusammen mit der Viscountcy wurde ihm der nachgeordnete Titel Baron of Rathfarnam in the County of Dublin verliehen. Beide Titel erloschen, als er am 15. September 1691 bei der Belagerung von Limerick fiel, ohne männliche Nachkommen zu hinterlassen.
In zweiter Verleihung wurde der Titel am 5. Juni 1695 für den walisischen Unterhausabgeordneten John Vaughan geschaffen, zusammen mit dem nachgeordneten Titel Baron Fethard, of Feathered in the County of Tipperary. Sein Enkel, der 4. Viscount, wurde 1776 zum Earl of Lisburne erhoben. Die Viscountcy ist seither ein nachgeordneter Titel des Earls.

## Liste der Viscounts Lisburne (1695)

### Viscounts Lisburne (1685)
- Adam Loftus, 1. Viscount Lisburne (1647–1691)

### Viscounts Lisburne (1695)
- John Vaughan, 1. Viscount Lisburne (1670–1721)
- John Vaughan, 2. Viscount Lisburne (1695–1741)
- Wilmot Vaughan, 3. Viscount Lisburne († 1766)
- Wilmot Vaughan, 1. Earl of Lisburne, 4. Viscount Lisburne (1730–1800)
- Wilmot Vaughan, 2. Earl of Lisburne, 5. Viscount Lisburne (1755–1820)
- John Vaughan, 3. Earl of Lisburne, 6. Viscount Lisburne (1769–1831)
- Ernest Vaughan, 4. Earl of Lisburne, 7. Viscount Lisburne (1800–1873)
- Ernest Vaughan, 5. Earl of Lisburne, 8. Viscount Lisburne (1836–1888)
- George Vaughan, 6. Earl of Lisburne, 9. Viscount Lisburne (1862–1899)
- Ernest Vaughan, 7. Earl of Lisburne, 10. Viscount Lisburne (1892–1963)
- John Vaughan, 8. Earl of Lisburne, 11. Viscount Lisburne (1918–2014)
- David Vaughan, 9. Earl of Lisburne, 12. Viscount Lisburne (* 1945)

Mutmaßlicher Titelerbe (Heir Presumptive) ist der Bruder des aktuellen Titelinhabers, Michael Vaughan (* 1948).